# Rustum ibne Bardu
Rustum ibne Bardu ou Rustã ibne Baradu (lit. "Rustã/Rustum, filho de Bardu"), chamado Alfargani ("de Fergana"), foi um comandante militar do Califado Abássida e governador (uale) de Tarso. Aparece em 905, quando foi nomeado como governador e supervisionou uma troca de prisioneiros mal-sucedida entre o Califado Abássida e o Império Bizantino. Em 906, invadiu o território bizantino ao lado de Amade ibne Caigalague, e em 905/907, acordou um tratado escrito com o emissário bizantino Leão Querosfactes. Em 908, supervisionou outra troca de prisioneiros e em 911/912, liderou um cerco mal-sucedido ao general Melias em Licando. Foi sucedido como governador em 912/913 por Bixer, o Eunuco.

## Vida

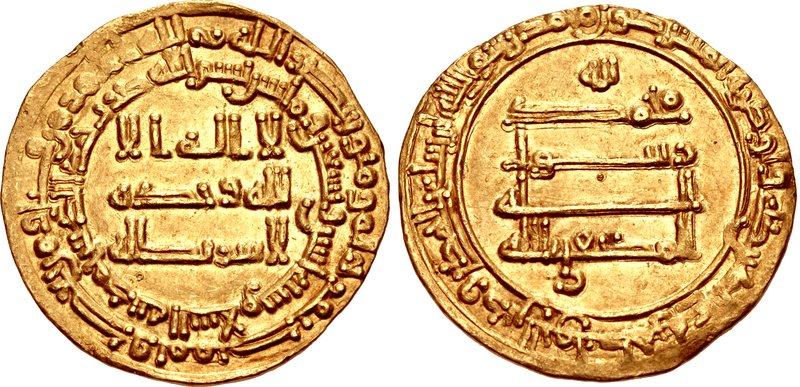
Dinar de ouro do califa Almoctafi r.

Zona fronteiriça árabe-bizantina

Rustã foi nomeado ao posto de governador de Tarso e da zona ciliciana fronteiriça (Tugur Axamia) com o Império Bizantino em 20 de agosto de 905, durante o reinado do califa  Nesta posição, ele supervisionou uma troca de prisioneiros com os bizantinos no rio Lamos logo depois. A troca já tinha sido organizada por seu predecessor, Abul Açair Amade ibne Nácer, e começou em 27 de setembro, mas foi interrompida quatro dias depois, com apenas 1 200 prisioneiros árabes tendo sido trocados e os árabes acusando os bizantinos de violar os termos da trégua.
No final de outubro de 906, ele acompanhou o general Amade ibne Caigalague em uma invasão ao território bizantino. O exército abássida capturou a cidade de Selino e avançou curso acima no rio Hális, onde encontraram e derrotaram uma força bizantina, capturando 5 000 prisioneiros segundo Atabari. Aproximadamente naquela época (ca. 905/907), ele concluiu um tratado escrito com o emissário bizantino Leão Querosfactes, segundo o qual os dois lados continuariam a lutar por mais dois anos, mas concluiriam uma trégua e trocariam prisioneiros no terceiro.
Quando o general bizantino Andrônico Ducas, caindo vítima das maquinações de Samonas e enfrentando acusações de insubordinação contra o imperador Leão VI, o Sábio (r. 886–912), procurou refúgio na fortaleza de Cabala, o imperador enviou o general Gregoras Iberitzes para convencê-lo, assim como seus parentes e associados, a se render, mas o último procurou ajuda dos árabes de Tarso. Rustam deixou Tarso em fevereiro/março de 907 com suas tropas. Ele alcançou Cabala, levando consigo Andrônico e seu filho Constantino Ducas para território árabe, incendiou Icônio em seu caminho.
No verão de 908, Rustam supervisionou outra troca de prisioneiros no rio Lamos, com ca. 2 800-3 000 muçulmanos sendo libertados. Ele é mencionado pela última vez em 911/912, quando, ao lado do renegado bizantino Damião de Tarso, liderou uma cerco mal-sucedido à fortaleza de Licando do líder militar armênio Melias, que havia entrado em serviço bizantino nas terras fronteiriças. Posteriormente, os dois comandantes muçulmanos levantaram o cerco e em vez disso invadiram os subúrbios da fortaleza de Cizistra. Ele foi sucedido em 912/913 por Bixer, o Eunuco.